# Bistrița Bârgăului
Bistrița Bârgăului é uma comuna romena localizada no distrito de Bistrița-Năsăud, na região histórica da Transilvânia. A comuna possui uma área de 186.40 km² e sua população era de 4394 habitantes segundo o censo de 2007.